# Loggia dei Lanzi
De Loggia dei Lanzi is een beeldengalerij op het Piazza della Signoria in het Italiaanse Florence. De galerij werd tussen 1376 en 1382 gebouwd door Benci di Cione en Simone Talenti en bevat een aantal bekende beeldhouwwerken, waaronder:
- De Sabijnse maagdenroof (Giambologna, 1583)
- Hercules en de centaur Nessus (Giambologna, 1599)
- Perseus en Medusa (Benvenuto Cellini, 1554)

Gebouwd op een ogenblik dat de gotische spitsbogen nog in de mode waren, is de Loggia met haar ronde bogen een terugblik op de klassieke oudheid en een voorafbeelding van wat de Renaissance zal bieden. Ze is een voorloper van Brunelleschi's revolutionaire architectuur.
De arcadengalerij is genoemd naar de lanzichenecchi (lansknechten), de Zwitserse lijfwachten van Cosimo I. Het was deze groothertog die in 1560 de opdracht gaf voor het meest prestigieuze beeld van de loggia, de bronzen Perseus van Cellini. Het beeld was bedoeld om de vijanden van Cosimo te waarschuwen voor het lot dat hen te wachten stond.
De Sabijnse maagdenroof is het werk van Giambologna, die als Jean de Boulogne geboren werd in Dowaai, dat toen tot het graafschap Vlaanderen behoorde. De worstelende figuren van een oude man, een jongeling en een vrouw werden uit één stuk marmer gehouwen. Het is een der eerste beelden bedoeld om van alle zijden bekeken te worden.
De galerij is dag en nacht vrij toegankelijk en wordt onderhouden door het Uffizi.
Aan de Odeonsplatz in München werd in 1841-1844 in opdracht van koning Ludwig I een kopie van de loggia gebouwd, de Feldherrnhalle.

## Werken in de Loggia dei Lanzi

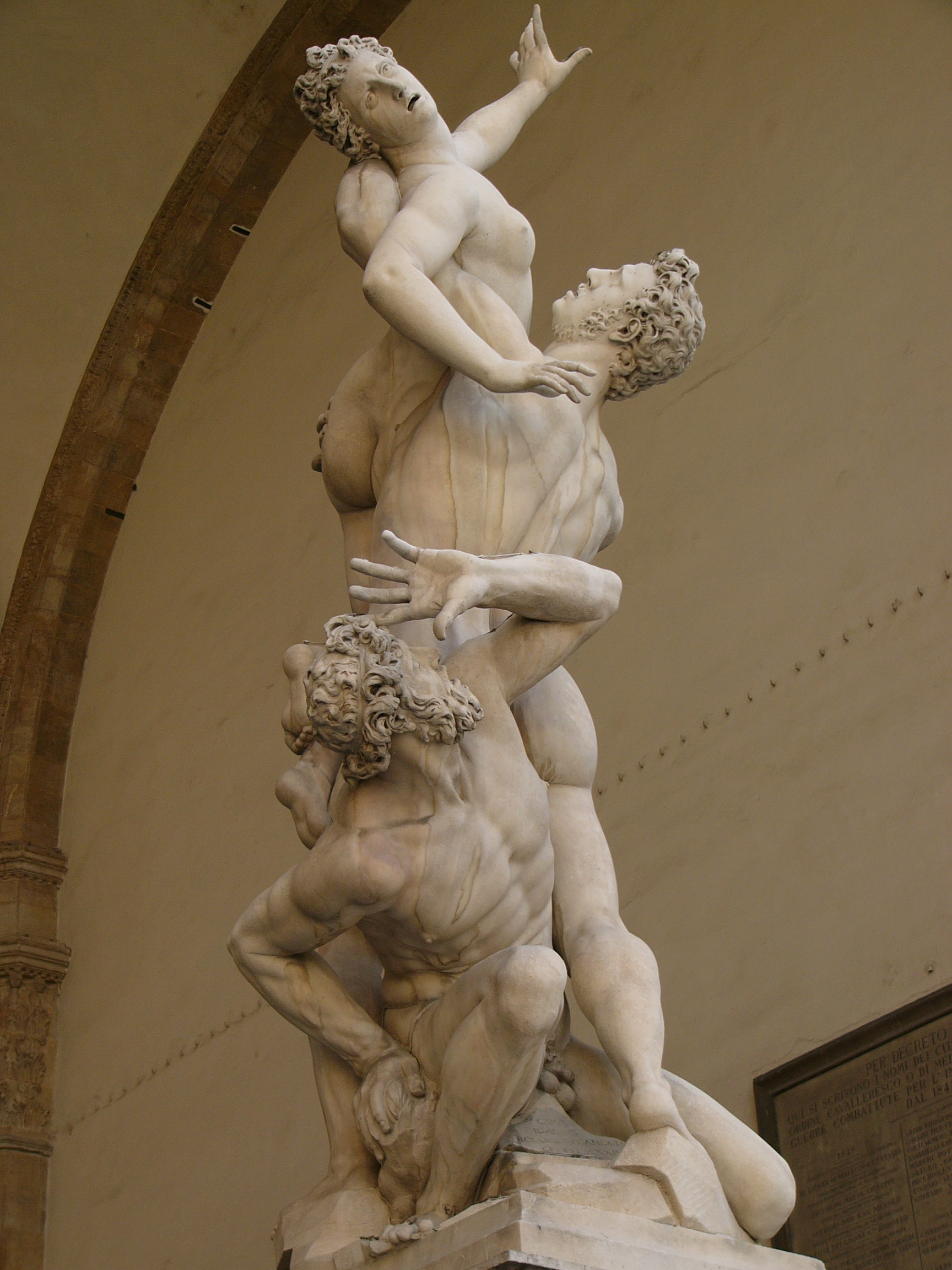
De Sabijnse maagdenroof door Giambologna
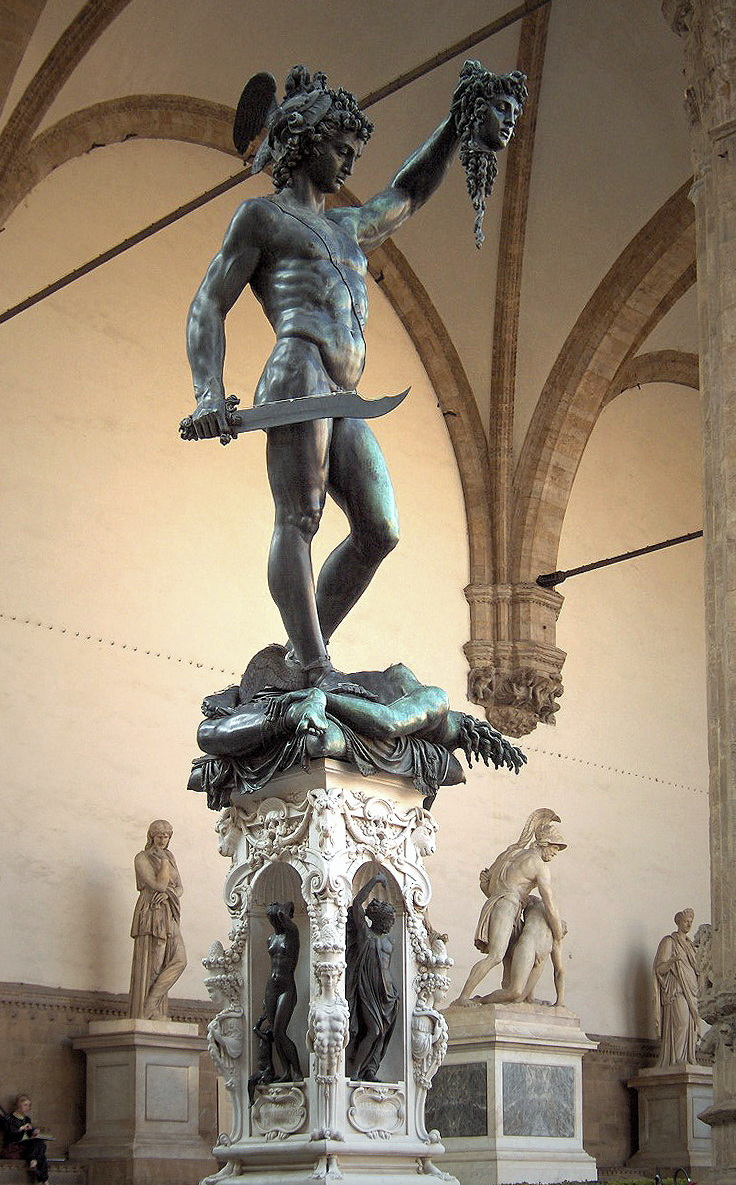
Perseus en Medusa door Benvenuto Cellini
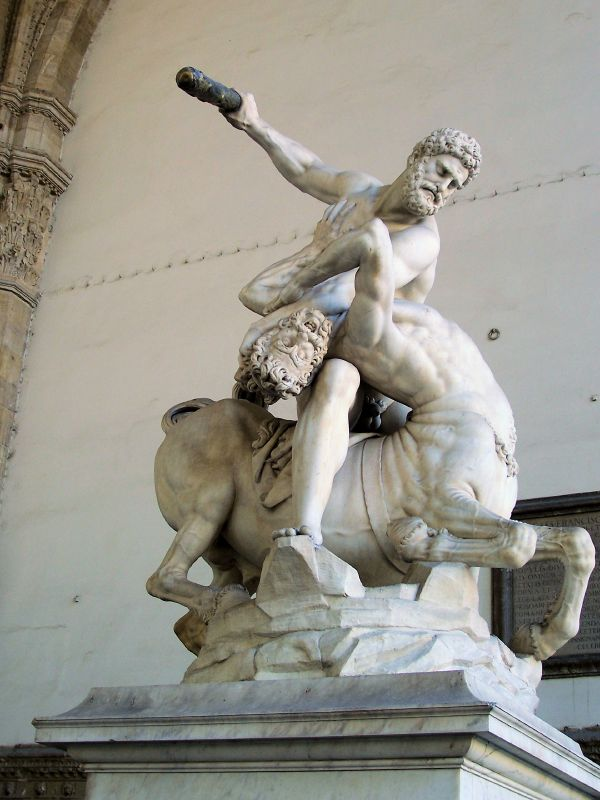
Hercules verslaat de centaur door Giambologna
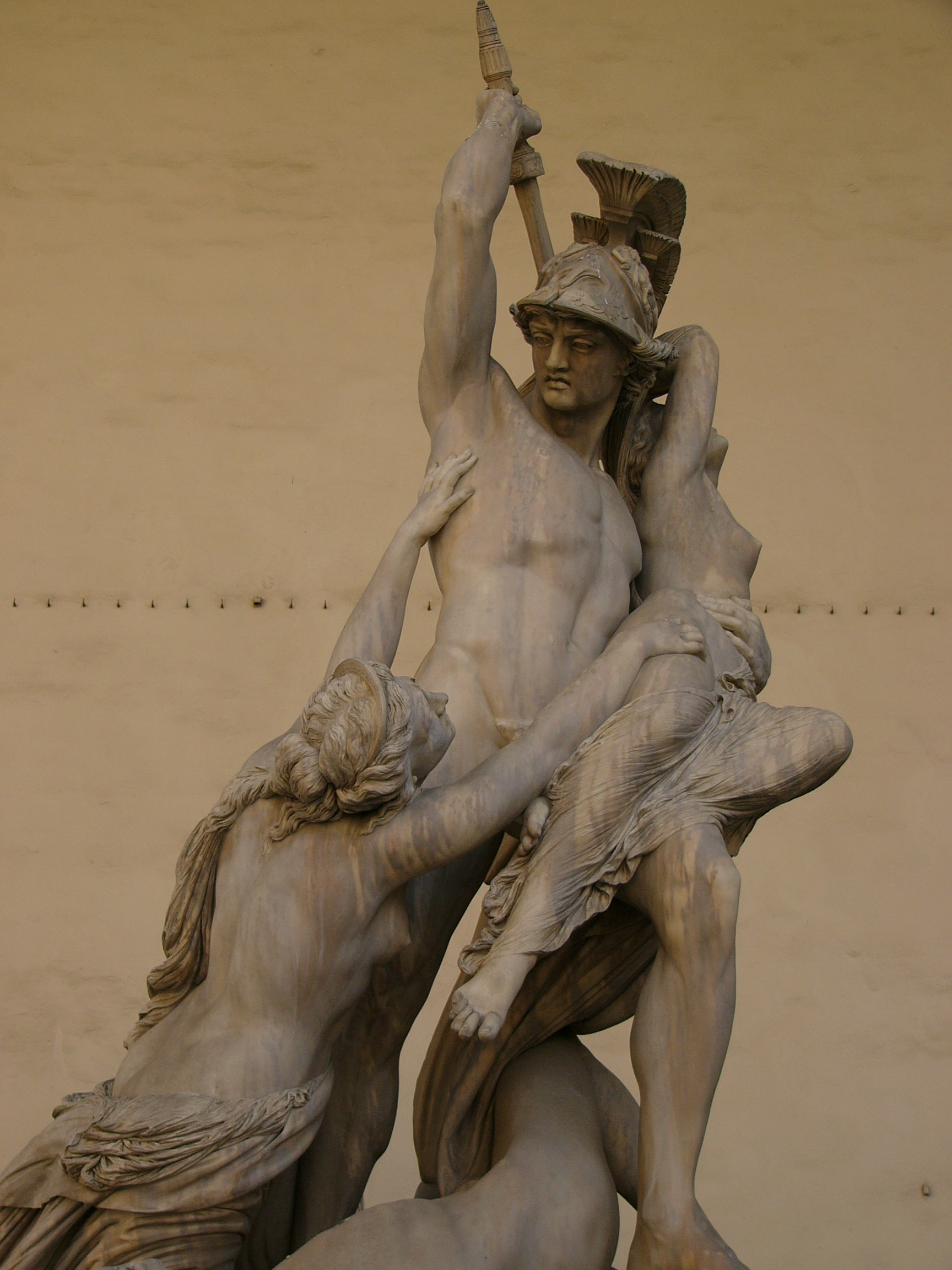
De roof van Polyxena door Pio Fedi
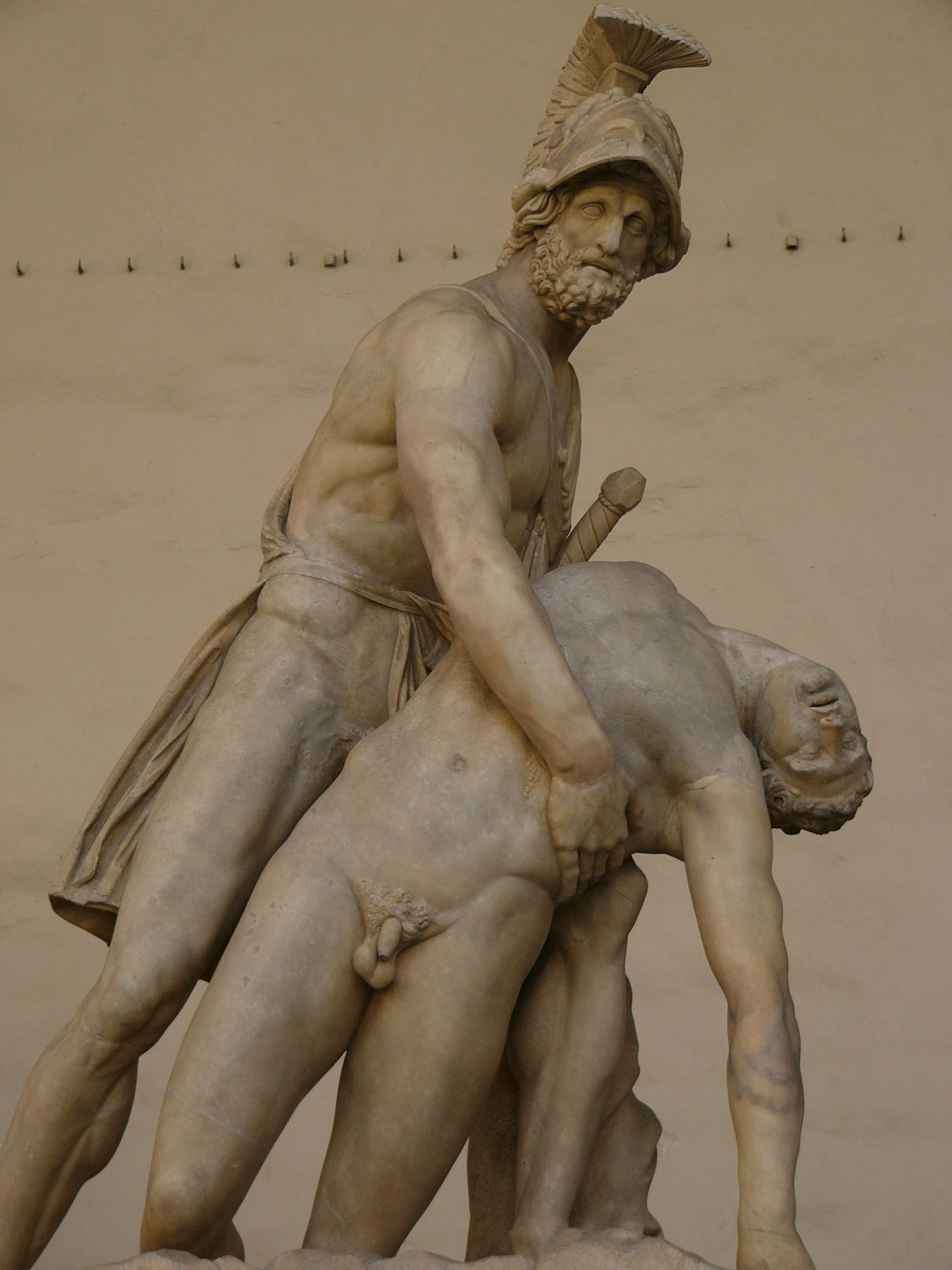
Menelaos bij het lichaam van Patroclus
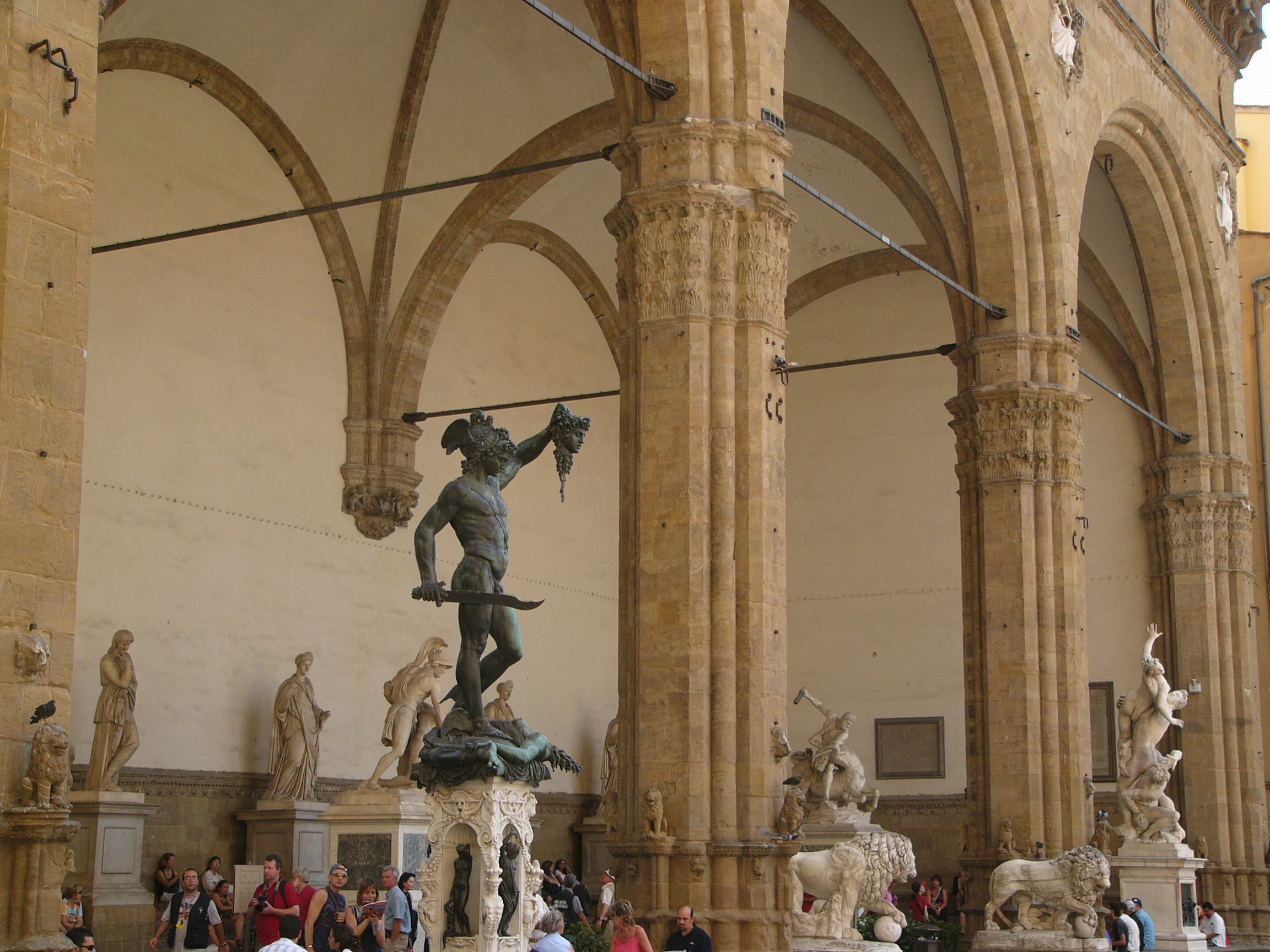